# 미하일 롬
미하일 일리치 롬(러시아어: Михаил Ильич Ромм, 영어: Mikhail Ilyich Romm, 1901년 1월 24일 ~ 1971년 11월 1일)은 소련의 영화감독, 각본가이자 교육자이다.
1901년 이르쿠츠크에서 태어났다. 러시아 내전에 적군으로 참전했으며 브후테마스에서 안나 골루브키나에게 조각을 배웠다. 1931년부터 모스필름에서 근무했으며, 1934년 기 드 모파상의 소설을 원작으로 한 《비계 덩어리》(Пышка)로 영화감독으로 데뷔했다. 1936년 《13인》(Тринадцать), 1937년 《10월의 레닌》(Ленин в Октябре) 등을 감독하였으며 알렉산드르 푸시킨의 소설을 원작으로 한 《스페이드의 여왕》(Пиковая дама)을 촬영하였으나 마치지 못했다.
제2차 세계 대전 후 1950년 소련 인민예술가를 수훈했으며, 1941년부터 1951년까지 5차례 스탈린 국가상을 수상했다. 1962년 《1년의 9일》(Девять дней одного года), 1965년 다큐멘터리 영화 《폭력에 대한 승리》(Обыкновенный фашизм)를 감독하였다. 1971년 모스크바에서 사망했다.